# Trolejbusová doprava v Berlíně
Trolejbusová doprava v Berlíně sice představovala v minulosti postupně pět samostatných provozů, nikdy ale nezískala větší přepravní význam. Přesto je Berlín průkopníkem elektrické nekolejové trakce, neboť v městské části Halensee postavil v roce 1882 Werner von Siemens zkušební trať, na které krátký čas provozoval první trolejbus na světě.

## Elektromote (1882)

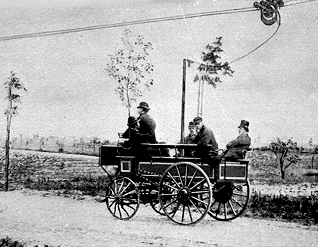
Trolejbus Elektromote v roce 1882

První trolejbus na světě vyrobil německý vynálezce Werner von Siemens. Jako základ mu posloužil klasický otevřený kočár, který tahali koně. Ten upravil namontováním dvou elektromotorů (každý o výkonu 2,2 kW), ke kterým byl elektrický proud přiváděn kabelem z kontaktního vozíčku, který pojížděl po dvou trolejích zavěšených nad cestou (napětí v trakčním vedení bylo 550 V). Zkušební a předváděcí provoz Elektromotu byl zahájen 29. dubna 1882. Trať ve čtvrti Halensee byla dlouhá 540 m a vedla po dnešní ulici Joachim-Friedrich-Straße od nádraží Halensee k Johann-Georg-Straße a končila za křižovatkou s Kurfürstendamm. Provoz byl zastaven po šesti týdnech, 13. června 1882, trolejové vedení bylo demontováno o několik dní později.

## Zkušební trať v Johannisthalu (1904 – 1905)
Druhým berlínským trolejbusovým provozem se stala zkušební trať, která spojovala dnešní nádraží Schöneweide s obcí Johannisthal, která se po první světové válce stala součástí Berlína. Trať systému Stoll byla dlouhá přibližně 2 km a vedla po dnešní ulici Sterndamm. Od 5. prosince 1904 na ní v osobním provozu jezdily dva trolejbusy AEG. Vozy ale byly kvůli špatnému vydláždění velice brzy poškozené a tak byl provoz na této trati ukončen již 4. ledna 1905.

## Trať ve Steglitzu (1912 – 1914)
Prvním skutečným trolejbusovým provozem na území dnešního Berlína se stala trať v tehdy samostatné obci Steglitz. Provoz ve Steglitzu byl zahájen 20. dubna 1912 na 1,8 km dlouhé trati systému Stoll od steglitzského nádraží na náměstí Knausplatz. K dispozici byly tři vozy. V září 1913 byla část tratě přeložena do souběžných ulic. Provoz trolejbusů ve Steglizu byl ukončen 31. července 1914 z důvodu vypuknutí první světové války (zabavení materiálu ve prospěch armády).

## Provoz v západním Berlíně (1933 – 1965)
Na území pozdějšího Západního Berlína byly od třicátých let provozovány berlínským dopravním podnikem dvě samostatné větvě trolejbusových tratí, které nebyly navzájem nijak spojeny. První z nich se nacházela ve čtvrti Spandau a byla dlouhá 6,5 km. Spojovala nádraží Spandau (dnes Stresow) s centrem Spandau a dále pokračovala po dnešní ulici Brunsbüttler Damm do čtvrti Staaken, kde končila u místního nádraží. Nasazeny na ni byly tři trolejbusy s elektrickou výzbrojí AEG, podvozkem Büssing a karoserií Christoph und Unmack. Linka A31 zahájila svůj provoz 24. prosince 1933. Během druhé světové války byl provoz kvůli technickým potížím s vozidly několikrát na delší dobu přerušen. Vzhledem k událostem na konci války vyjely trolejbusy naposledy na trať v polovině dubna 1945. Trať byla během bojů těžce poškozena a obnovy se dočkala až v roce 1949, kdy byl opětovně zahájen provoz. Její existence ale netrvala příliš dlouho. V roce 1952 se Západní Berlín a Německá demokratická republika nedohodly na využívání dnešní ulice Nennhauser Damm, kudy procházela společně s trolejbusovou tratí i státní hranice mezi těmito dvěma celky. Proto byla spandauská trolejbusová linka nahrazena autobusy, které jezdily k nádraží Staaken jinou trasou. Poslední trolejbusy vyjely na tuto trať 18. prosince 1952.
Po dobrých výsledcích, které prokázal provoz tratě ve Spandau, se dopravní podnik rozhodl elektrifikovat autobusovou linku ve čtvrti Steglitz. Provoz na nové trolejbusové lince A32 byl zahájen 2. května 1935. Trať dlouhá 10,3 km vedla od stanice metra Breitenbachplatz přes centrum Steglitzu s místním nádražím a přes čtvrť Lankwitz k nádraží Marienfelde. Provoz na této lince byl podobně jako na té spandauské zastaven v dubnu 1945 a obnoven až v polovině roku 1949. Během první poloviny 60. let ale byly na tuto linku stále častěji vypravovány autobusy a tento smíšený provoz vydržel do 22. března 1965, kdy trolejbusy na linku A32 vyjely naposledy. Zároveň to také byla poslední trolejbusová trať v Západním Berlíně.
V roce 1942 byla elektrifikována ve Steglitzu i autobusová linka, která obsluhovala Mariendorf. Trolejbusy na ni vyjely poprvé pod označením A97 23. dubna 1942. Linka začínala u nádraží ve Steglitzu, pokračovala společně s linkou A32 po Albrechtstraße, kde se odpojila a zamířila východním směrem do čtvrti Mariendorf. Na lince A97 byl provoz přerušen již v lednu 1945. Obnovy se ale dočkala jako první v květnu 1948. Jenže po několika týdnech provozu zahájili Sověti blokádu Západního Berlína a provoz trolejbusů na této lince byl opět přerušen z důvodu nedostatku elektrického proudu. Druhé obnovení provozu se konalo po konci blokády v červnu 1949. O dva roky později byla linka přečíslována na A33. Provoz na ní byl ukončen 16. října 1961, linka byla nahrazena autobusy.

## Provoz ve východním Berlíně (1951 – 1973)

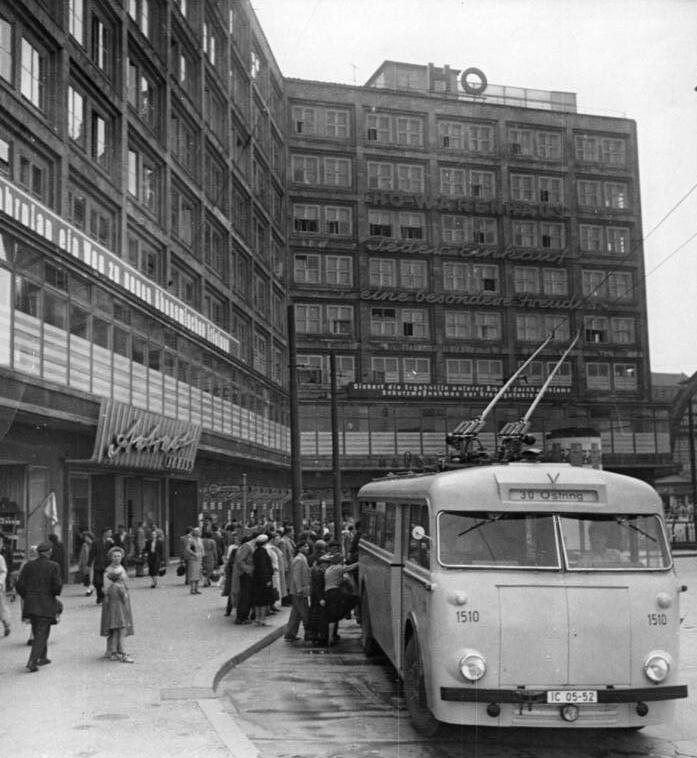
Jeden z východoberlínských trolejbusů Lowa na Alexandrově náměstí (Alexanderplatz) v roce 1956

Nově vystavěná trolejbusová síť na území hlavního města NDR, východní části Berlína, se stala největším trolejbusový provozem na území a v okolí celého Berlína. První linka s označením A40 byla zprovozněna 1. srpna 1951, kdy nahradila autobusy jezdící ve stejné trase. Jednalo se o polookružní linku vedoucí z Východního nádraží (Ostbahnhof) přes čtvrt Friedrichshain, kolem nádraží Rosa-Luxemburg-Platz a Nordbahnhof (Severní nádraží) na Robert-Koch-Platz. O tři roky později byl zprovozněn tzv. „Ostring“ – velký trolejbusový okruh v trase Alexanderplatz – severní Friedrichshain – nádraží Lichtenberg – jižní Friedrichshain – Alexanderplatz, na kterém jezdila linka A30. Na další trati byl zahájen provoz v roce 1956 (linka A37 mezi nádražím Lichtenberg a Bürknersfelde a linka A41 mezi Bürknersfelde a Leninallee; na začátku 60. let byly spojeny do jediné linky A37). Tím byl vývoj východoberlínské trolejbusové sítě ukončen. V polovině 60. let ještě existovaly plány na náhradu dalších autobusových linek trolejbusy, k tomu však nikdy nedošlo a naopak na začátku 70. let byl celý berlínský trolejbusový provoz zlikvidován a nahrazen autobusy. Jako poslední vyjely trolejbusy na linku A37 1. února 1973.
Vozový park byl tvořen trolejbusy značky Lowa (46 kusů + 2 ojeté z Eberswalde). Zajímavostí byl trolejbus vytvořený ze speciálně vyrobeného tahače se sběrači a patrového osobního návěsu, který vyrobil v jediném kusu podnik Lowa. V polovině 60. let bylo zakoupeno celkem 17 československých trolejbusů Škoda 9Tr. Po zrušení provozu byly právě některé „devítky“ předány jiným provozovatelům, zbytek byl i s vozy Lowa sešrotován.